# Avenue Léon-Blum (Antony)
Pour les articles homonymes, voir Avenue Léon-Blum.
L'avenue Léon-Blum est une voie de communication d'Antony dans les Hauts-de-Seine. 

## Situation et accès
Cette avenue commence son parcours au nord-est, dans l'axe de l'avenue Le Brun. Elle rencontre notamment l'allée des Peupliers, traverse le carrefour de l'avenue Gallieni et du boulevard Pierre-Brossolette. Elle forme ensuite une grande courbe vers l'ouest, longeant l'arboretum du parc Raymond-Sibille. Elle passe alors la rue des Marguerites et se termine au carrefour de la Résistance-et-de-la-Déportation, point de rencontre de la rue de Châtenay et de la rue Maurice-Labrousse, et où elle est prolongée par l'avenue du Bois-de-Verrières.

## Origine du nom
Elle porte le nom de Léon Blum (1872-1950), homme d'État français, figure du socialisme.

## Historique
Elle portait autrefois le nom d'avenue de la Croix-de-Berny,,, qui se rapporte au carrefour de la Croix de Berny.

## Bâtiments remarquables et lieux de mémoire
- Nouveau quartier Jean-Zay, construit sur l'emplacement de l'ancienne résidence universitaire Jean-Zay[5], qui est reconstruite dans les années 2020[6].
- Chapelle de la Sainte-Croix, ancienne chapelle de la résidence universitaire[7],[8], œuvre de l'architecte Eugène Beaudouin[9].
- Parc Raymond-Sibille[10].
- Accueil du Secours Catholique d’Antony[11].
- Collège François-Furet. À cet emplacement, l’hôpital des enfants-assistés de l’assistance publique décida en 1911 de construite une annexe, la pouponnière d'Antony, destinée à accueillir des enfants de deux à quinze ans[12]. Elle devint par la suite la pouponnière Paul-Manchon[13], puis le collège Ferdinand-Buisson[14], et aujourd'hui le collège François-Furet.

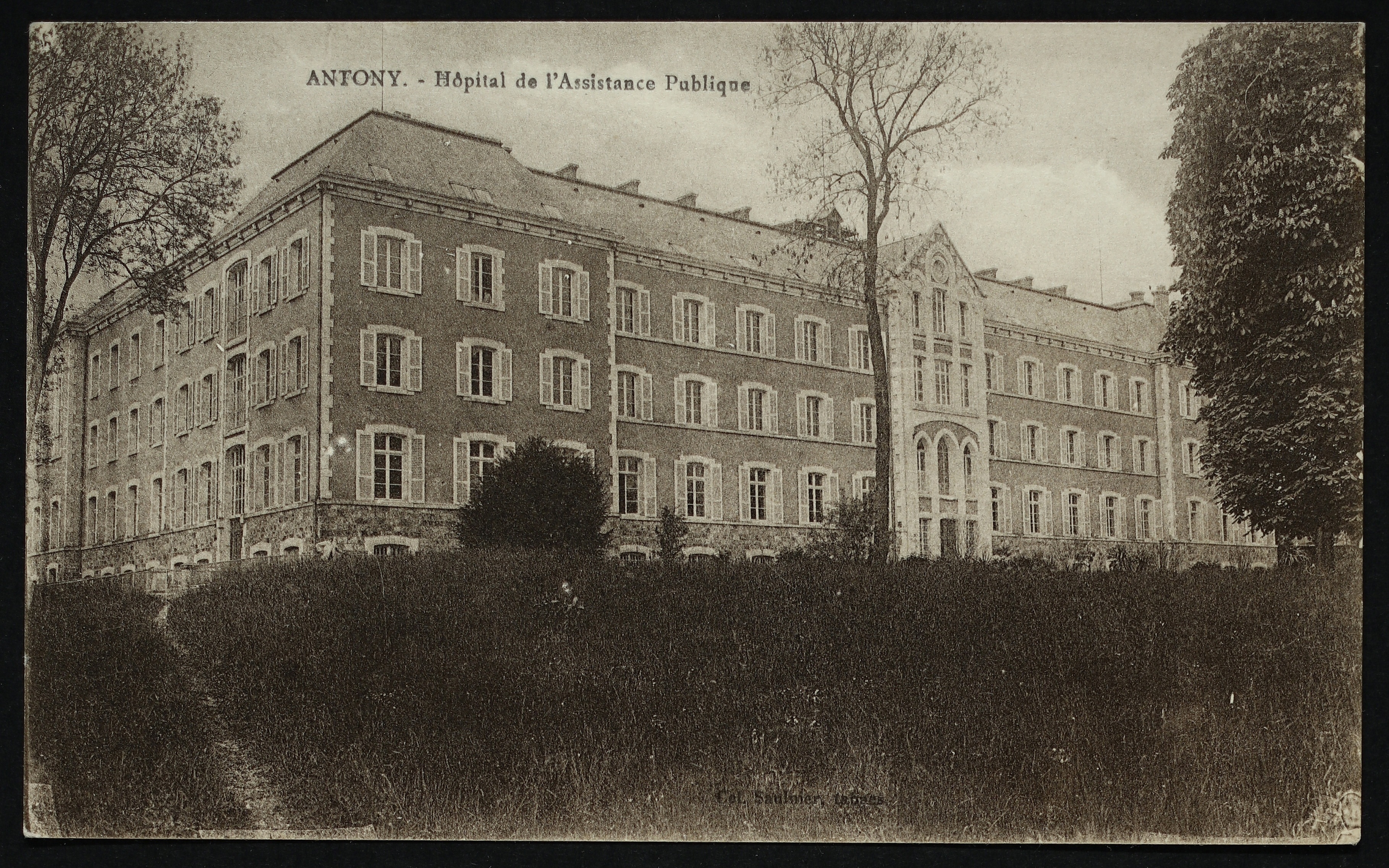
Hôpital de l'Assistance publique
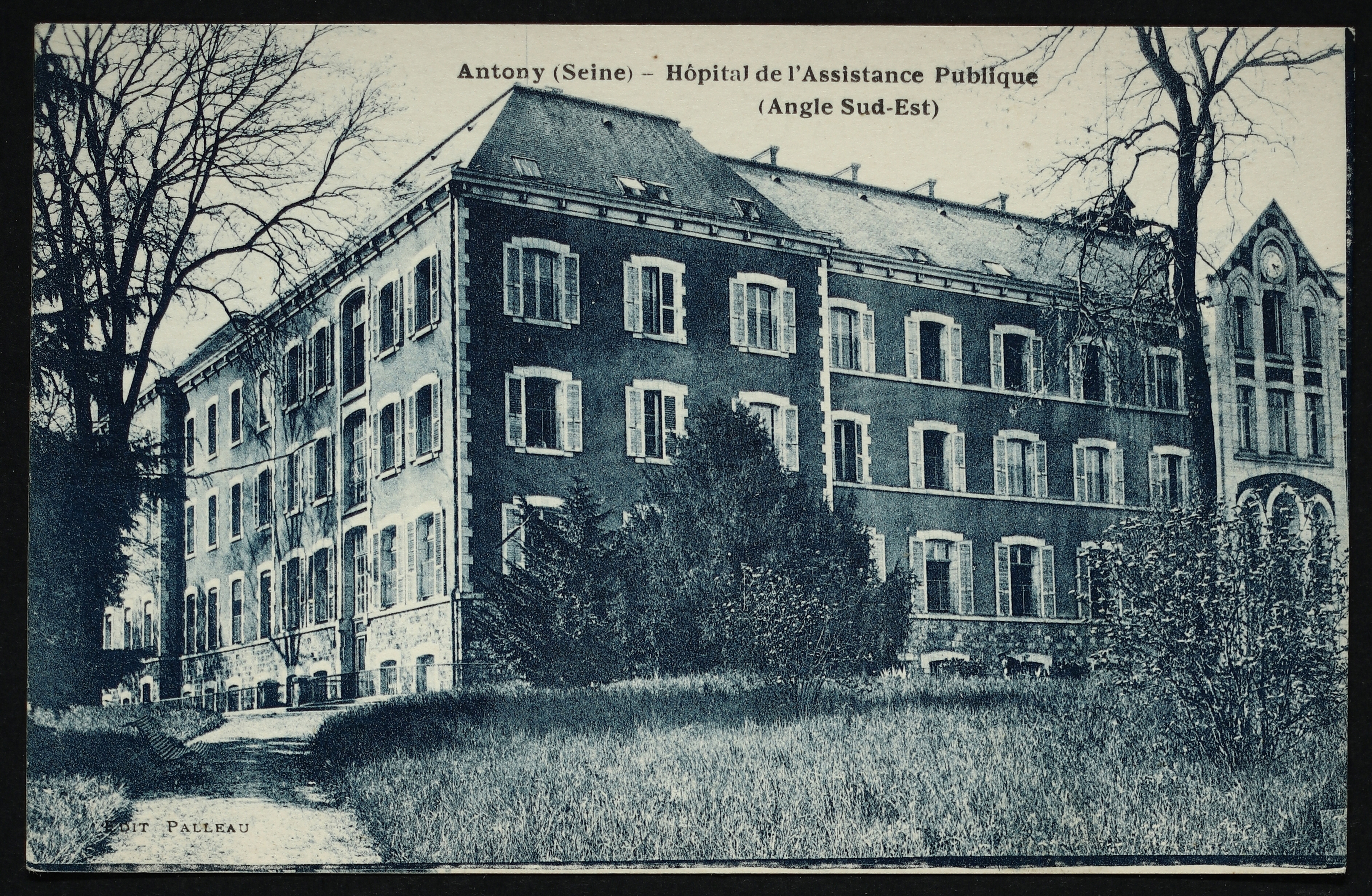
Hôpital de l'Assistance publique (Angle Sud-Est).
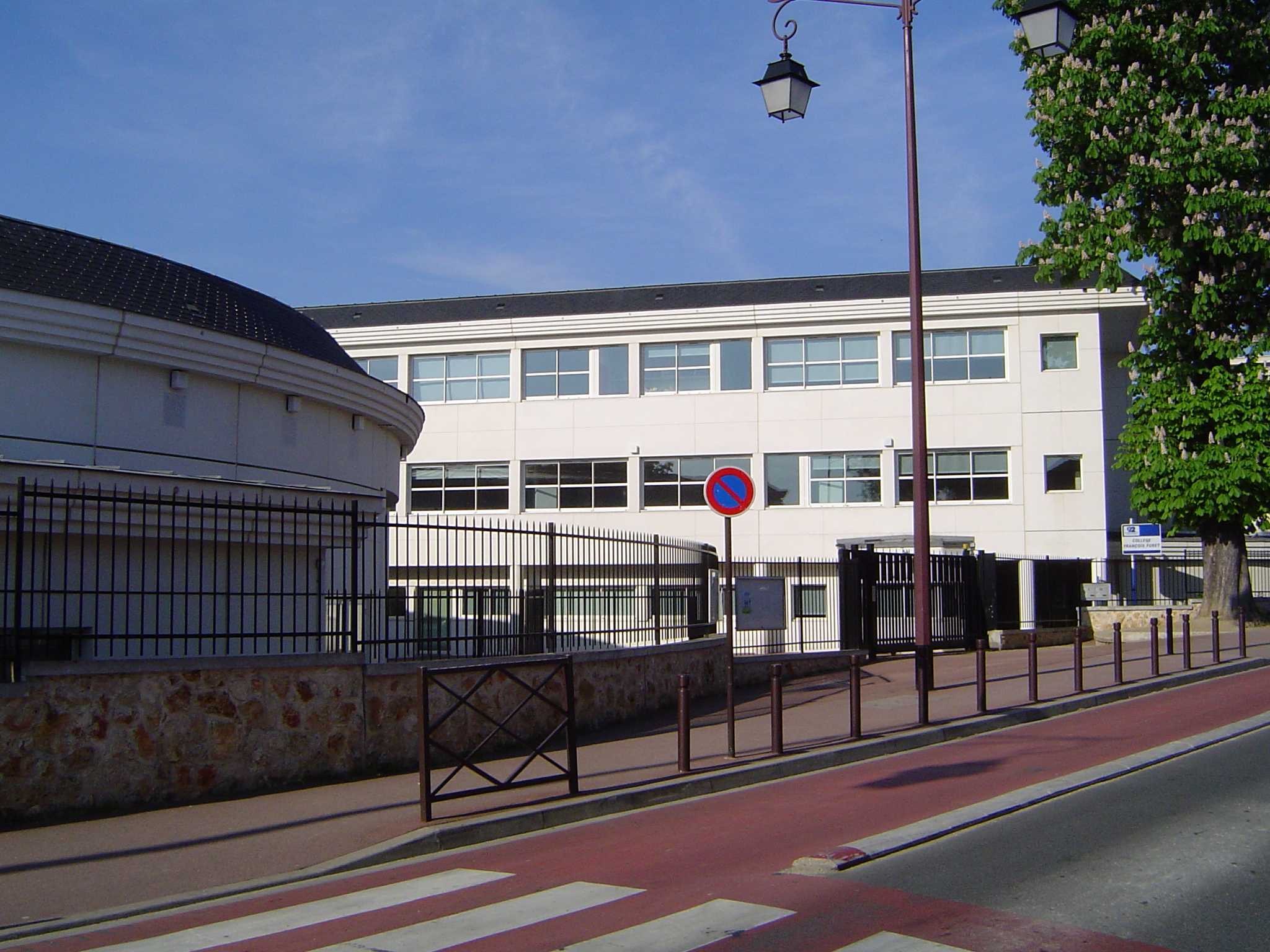
Le collège François-Furet en 2008.